# Märchenmond
Märchenmond ist der erste Roman des deutschen Autorenpaares Wolfgang und Heike Hohlbein aus dem Jahr 1982. Das vor allem an jüngere Leser gerichtete Fantasy-Werk zog bis heute mehrere Fortsetzungen nach sich und ist nach wie vor einer von Hohlbeins Bestsellern.

## Handlung
Als der junge Kim erfährt, dass seine kleine Schwester Rebekka nach einer Blinddarmoperation ins Koma gefallen ist, ist er verzweifelt. Die Ärzte können sich nicht erklären, warum sie nicht wieder aufwacht. Kim erfährt den Grund von Themistokles, dem Traumzauberer: Rebekka sitzt im fernen Märchenmond fest, dem Land, in das alle Menschen gehen, wenn sie träumen. Sie wird dort vom dunklen Herrscher Boraas gefangen gehalten.
Mit einer Viper, einem Raumschiff aus seiner Lieblings-Buchreihe, fliegt Kim nach Märchenmond, um seine Schwester zu retten. Dummerweise stürzt es über dem dunklen Albtraumreich Morgon ab, und Kim wird von Baron Kart gefangen genommen. Nach seiner Flucht überwindet er das als unpassierbar geltende Schattengebirge, welches Morgon und Märchenmond trennt, indem er sich verkleidet unter Boraas’ Heer mischt. Dieses versammelt sich, um eine Invasion auf das von Themistokles friedlich regierte Märchenmond zu beginnen. Nachdem Boraas’ Heer mit Hilfe des sagenumwobenen schwarzen Lords das Gebirge überwunden hat, kann sich Kim absetzen. Auf dem Weg zur gläsernen Festung Gorywynn, der Hauptstadt Märchenmonds, begegnet er allerlei seltsamen Wesen und erlebt mit, wie der Eroberungsfeldzug der Albträume beginnt.
Nachdem die schwarze Armee Märchenmonds Felder verwüstet hat und sich erbarmungslos Gorywynn nähert, entschließt sich Kim, mit einer kleinen Gruppe seiner neuen Freunde den mühsamen Weg über die Klamm der Seelen und den verschwundenen Fluss zur Burg Weltende zu gehen, um von dort zum König des Regenbogens zu reisen und ihn um Hilfe zu bitten. Dieser erklärt sich schließlich bereit, Kim zu helfen, nachdem dieser eine Prüfung bestanden hat.
Mit der unterwegs befreiten Heldenarmee kehrt Kim nach Gorywynn zurück, wo es zur finalen Schlacht zwischen Boraas’ Armee und den Verteidigern Gorywynns kommt. Nach langem Kampf stehen sich die Feinde schließlich gegenüber, und Kim stellt fest, dass Boraas nicht mehr ist als ein böses Spiegelbild von Themistokles. Der schwarze Lord dagegen erweist sich als ein dunkles Abbild seiner selbst, die bösartige Seite seiner Seele. Themistokles und Kim unterliegen im Kampf, aber als Boraas die beiden tötet, erwacht Kim in einem ihm unbekannten Raum. Er wird von zahlreichen totgeglaubten Freunden begrüßt. Themistokles erklärt ihm, dass Boraas sich selbst vernichtet hat, da das Böse ohne das Gute nicht existieren kann, alles vielmehr in ständigem Wechsel und ewigem Gleichgewicht sein müsse. Nichts kann nur gut oder nur schlecht sein, und so wurde Märchenmond durch die Verletzung dieses Gesetzes aus seiner eigenen Asche neu erschaffen, das böse Spiegelbild Märchenmonds und seiner Bewohner ist wieder eins mit dem Guten. Er sieht das erste Mal seit seiner Flucht aus Morgon seine Schwester wieder. Eine Zeit lang leben sie glücklich in Märchenmond, dann aber fühlen sie, dass es Zeit ist zurückzukehren.
Kim erwacht schließlich in der realen Welt und fährt mit seinen Eltern ins Krankenhaus, wo Rebekka aus dem Koma aufgewacht ist.

## Hintergrund
1982 erfuhr Wolfgang Hohlbein von einem Wettbewerb des Ueberreuter-Verlags für Fantastik und Science-Fiction. Er sandte das 395-seitige Manuskript zu Märchenmond ein, das seiner und der Fantasie seiner Frau entsprungen war. Sie hatten es gemeinsam geschrieben und gewannen den ersten Preis.
Märchenmond wurde noch mehrfach mit Publikumspreisen ausgezeichnet, wie dem Phantastik-Preis der Stadt Wetzlar und dem „Preis der Leseratten“. 1984 nahm es die Jugendzeitschrift „Der bunte Hund“ in ihre Empfehlungsliste auf. Das Buch wurde national und international ein großer Erfolg und verhalf Wolfgang Hohlbein zum Durchbruch als Schriftsteller.
2006 wurde Märchenmond als erstes Hohlbein-Buch überhaupt ins Englische übersetzt und unter dem Titel Magic Moon in den Vereinigten Staaten veröffentlicht. Der Roman und seine beiden Fortsetzungen werden außerdem auch in Großbritannien und Australien publiziert.

## Musical
Durch das Theater für Niedersachsen (TfN) wurde der literarische Stoff des ersten Bandes in einem Musical von Christian Gundlach unter der Regie von Dirk Schmeding am 20. November 2010 im Großen Haus Hildesheim uraufgeführt.
2011 erschien im Baumhaus-Verlag (Bastei Lübbe) das Buch Märchenmond: Das Buch zum Musical nach dem Bestseller, eine Neuerzählung von Märchenmond nach dem Musical.

## Die Serie
Anfang der 1990er Jahre schrieben die Hohlbeins zwei Fortsetzungen ihres Bestsellers. 1999 folgte die illustrierte Nacherzählung Das Märchen von Märchenmond. 2005 wurde dann die Romanreihe fortgesetzt, wobei jetzt jedoch neue Protagonisten verwendet werden.
- Märchenmond (1983, Ueberreuter, ISBN 3-8000-2891-3)
- Märchenmonds Kinder (1990, Ueberreuter, ISBN 3-8000-2889-1)
- Märchenmonds Erben (1998, Ueberreuter, ISBN 3-8000-2890-5)
- Das Märchen von Märchenmond (1999, Ueberreuter, ISBN 3-8000-2607-4)
- Die Zauberin von Märchenmond (2005, Ueberreuter, ISBN 3-8000-5175-3)
- Silberhorn (2009, Ueberreuter, ISBN 3-8000-5448-5)